# Лакервелд
Лакервелд (нід. Lakerveld) — селище в нідерландській провінції Утрехт. Входить до муніципалітету Вейфгеренланден.
Його площа становить 8,86 км², а населення станом на 2021 рік складало 355 осіб.
Перша згадка про населений пункт датується 16-им сторіччям.

## Галерея

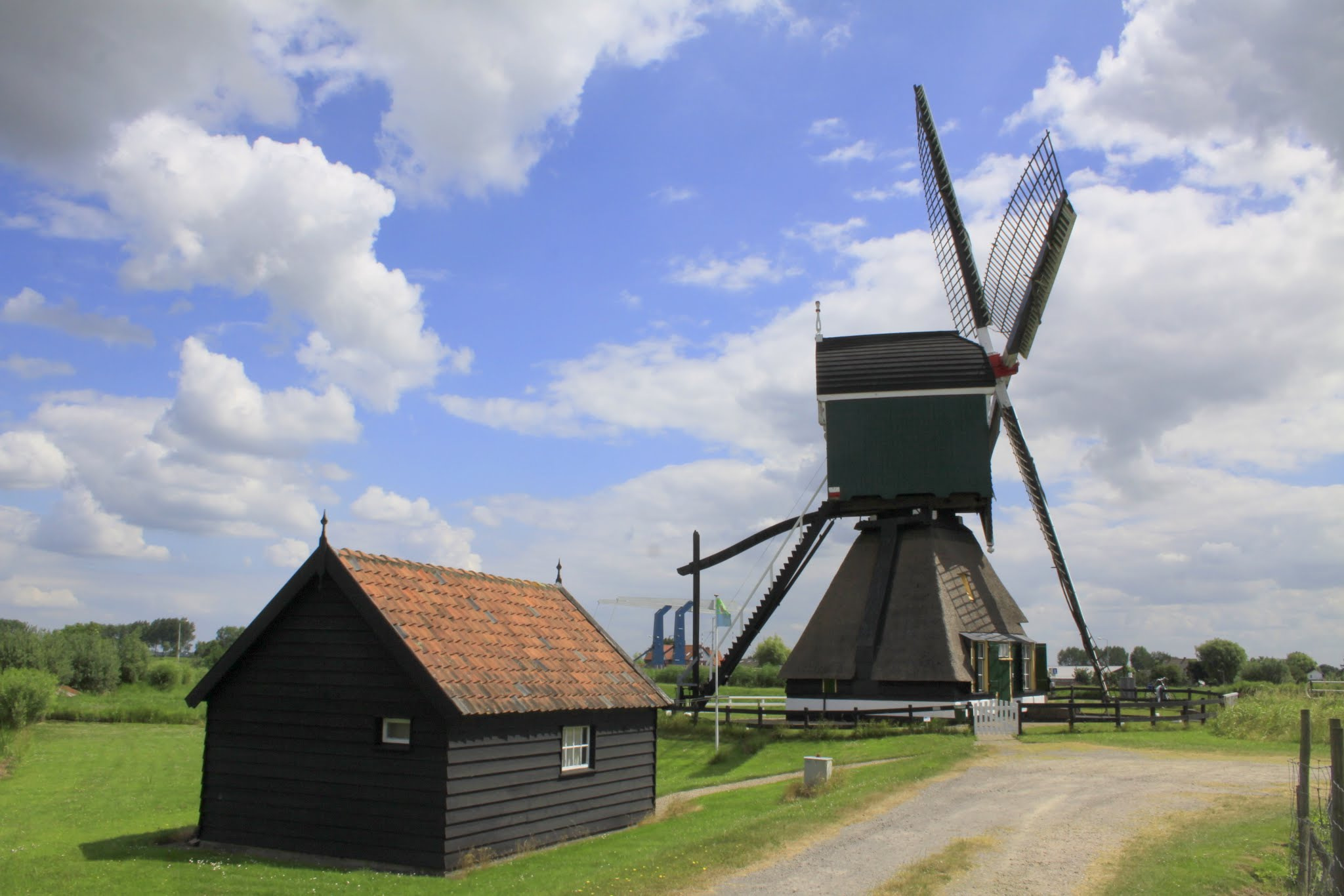
Вітряк у селищі
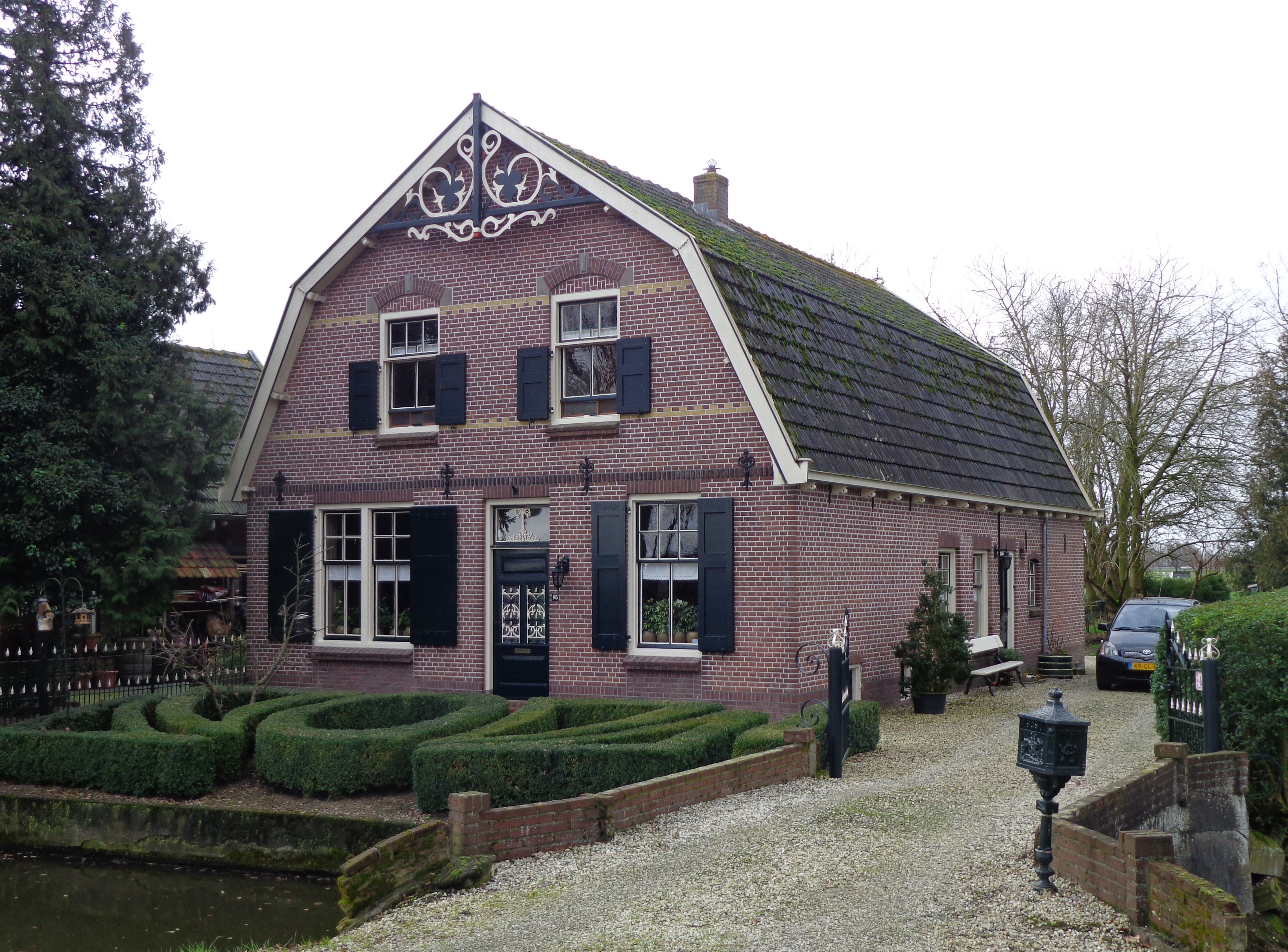
Ферма у Лакервелді
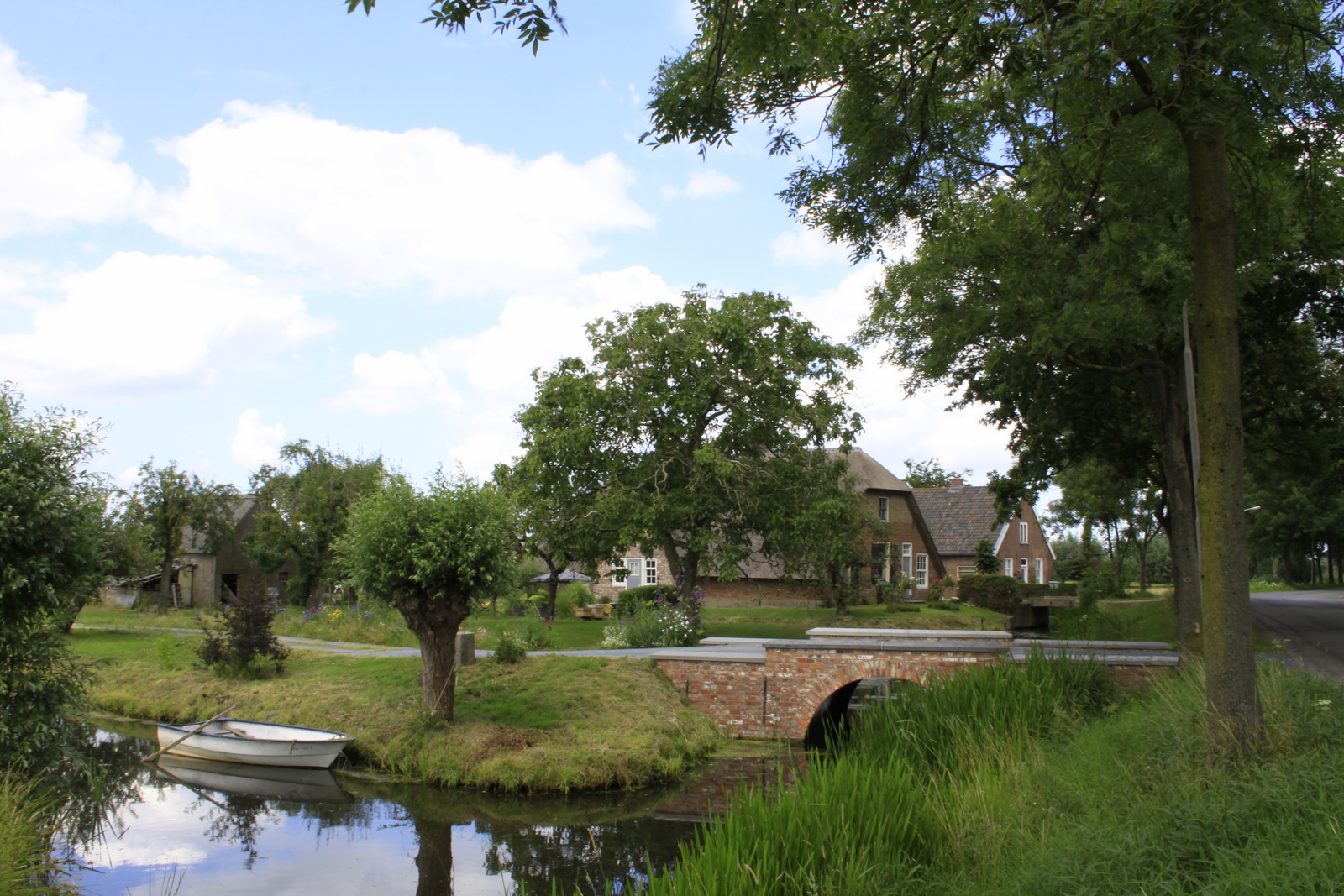
Вид на селищі
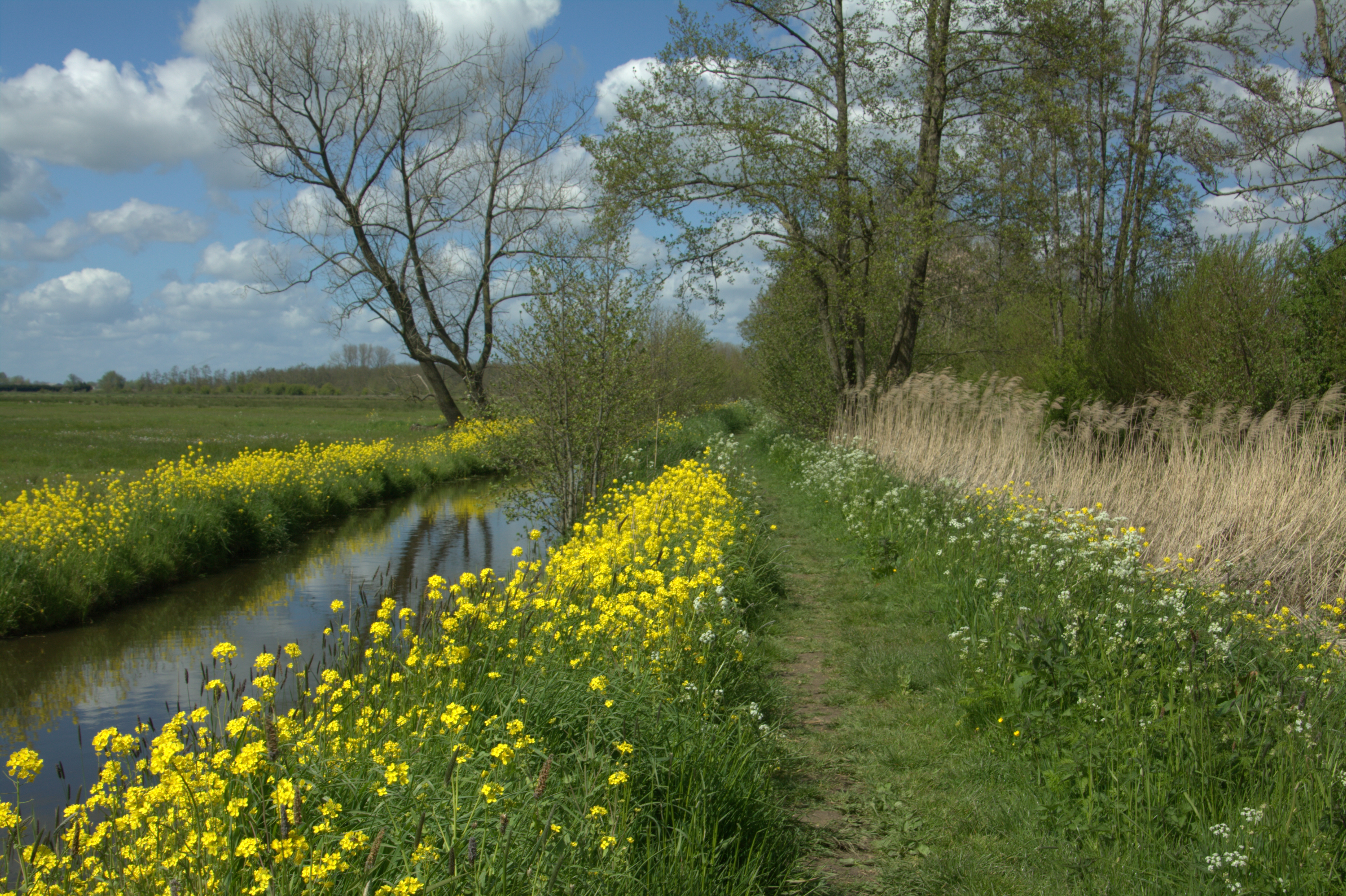
Околиця Лакервелда